# 에나모란도메 데 라몬
《에나모란도메 데 라몬》(스페인어: Enamorándome de Ramón)는 2017년 방영된 멕시코의 텔레노벨라이다.